# Schendylops edentatus
Schendylops edentatus är en mångfotingart som först beskrevs av Kraus 1957.  Schendylops edentatus ingår i släktet Schendylops och familjen småjordkrypare.
Artens utbredningsområde är Peru. Inga underarter finns listade i Catalogue of Life.